# マリア・ラスカリナ
マリア・ラスカリナ（Maria Laskarina, 1206年頃 - 1270年6月16日または6月24日）は、ハンガリー王ベーラ4世の妃。ハンガリー語名はラスカリス・マーリア（Laszkarisz Mária）。

## 生涯
ニカイア帝国初代皇帝テオドロス1世ラスカリスと、妃アンナ・アンゲリナの次女として生まれた。
1218年、ベーラ4世と結婚した。2人の間には10子が生まれた。
- マルギト（1220年 - 1242年）
- キンガ（1224年 - 1292年）
- アンナ（1226年 - 1285年） - ガーリチ公ロスチスラフ・ミハイロヴィチの妻
- カタリン（1229年 - 1242年）
- エルジェーベト（1236年 - 1271年） - バイエルン公ハインリヒ13世妃
- コンスタンツィア（1237年 - ?） - ガーリチ公レフ妃
- ヨラーン（1239年 - 1298年） - ヴィエルコポルスカ公ボレスワフ妃
- イシュトヴァーン5世（1239年 - 1272年）
- マルギト（1242年 - 1270年）
- ベーラ（1243年 - 1269年）

1270年、マリアはブダで死去し、エステルゴムに埋葬された。
近代ギリシャ王国の初代国王オソン1世はヴィッテルスバッハ家のバイエルン王子であったが、ギリシャ王に推戴された理由の一つとして、マリアの息子イシュトヴァーン5世の子孫で東ローマ皇帝の末裔であったことが挙げられた。またオソン以外のギリシャ国王候補者もマリアの血を引いていた。